# Zastava Skala

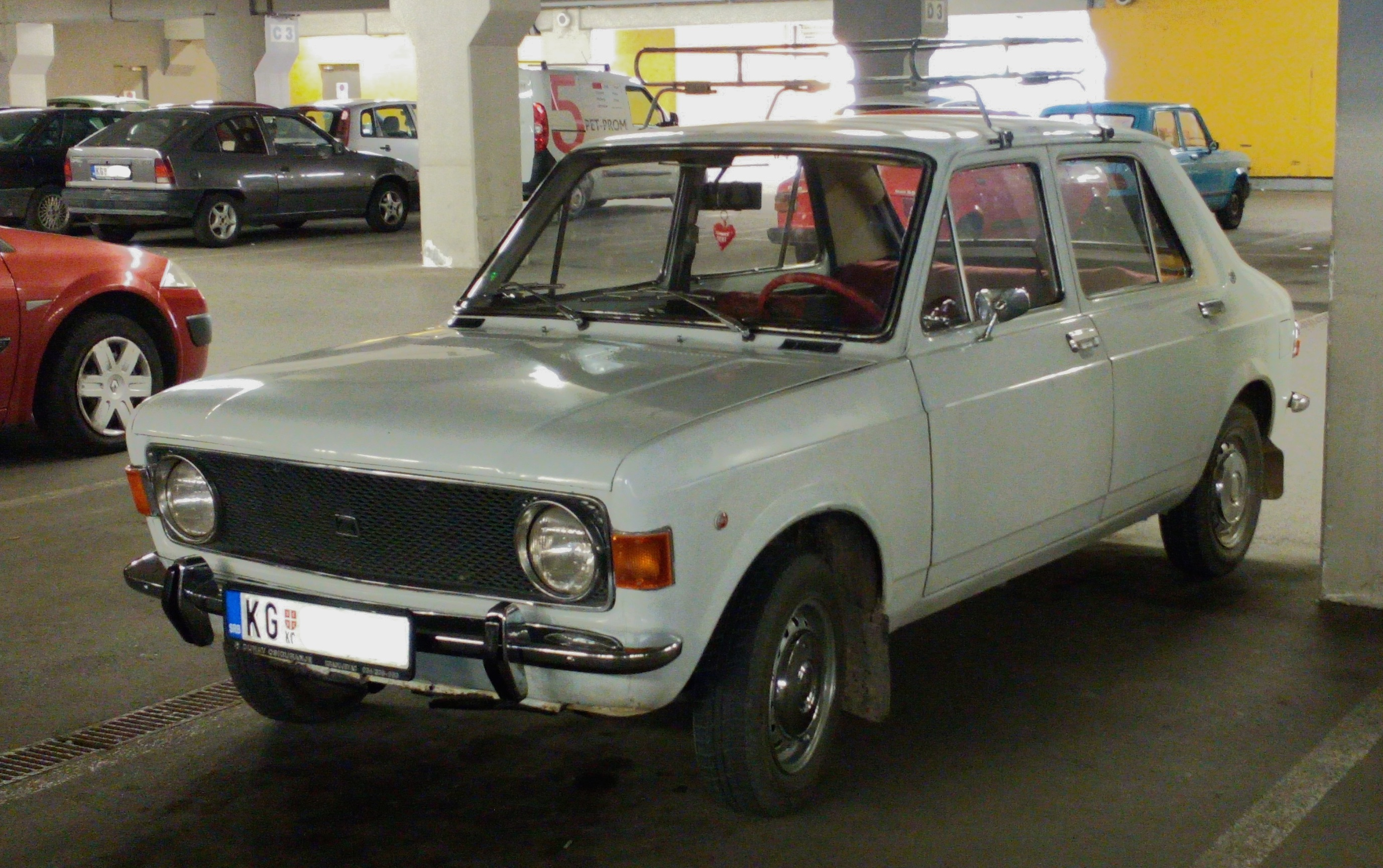
Zastava 101

Zastava Skala (Yugo Skala) — югославский семейный автомобиль марки «Zastava», выпускавшийся с 15 октября 1971 по 2008 годы. Создан по образцам итальянского автомобиля Fiat 128.
Изначально автомобиль назывался Zastava 128. В отличие от базовой модели, автомобиль Zastava Skala производился с кузовом лифтбек под названиями Zastava 101, Zastava 1100, Zastava 1300 и Zastava GTL.
На внутренних рынках автомобиль известен под названиями «Stojadin» и «Stoenka» (Словения). Перед окончанием производства производилась единственная модель Skala 55. Всего произведено 1273532 автомобиля Zastava Skala.

## Галерея

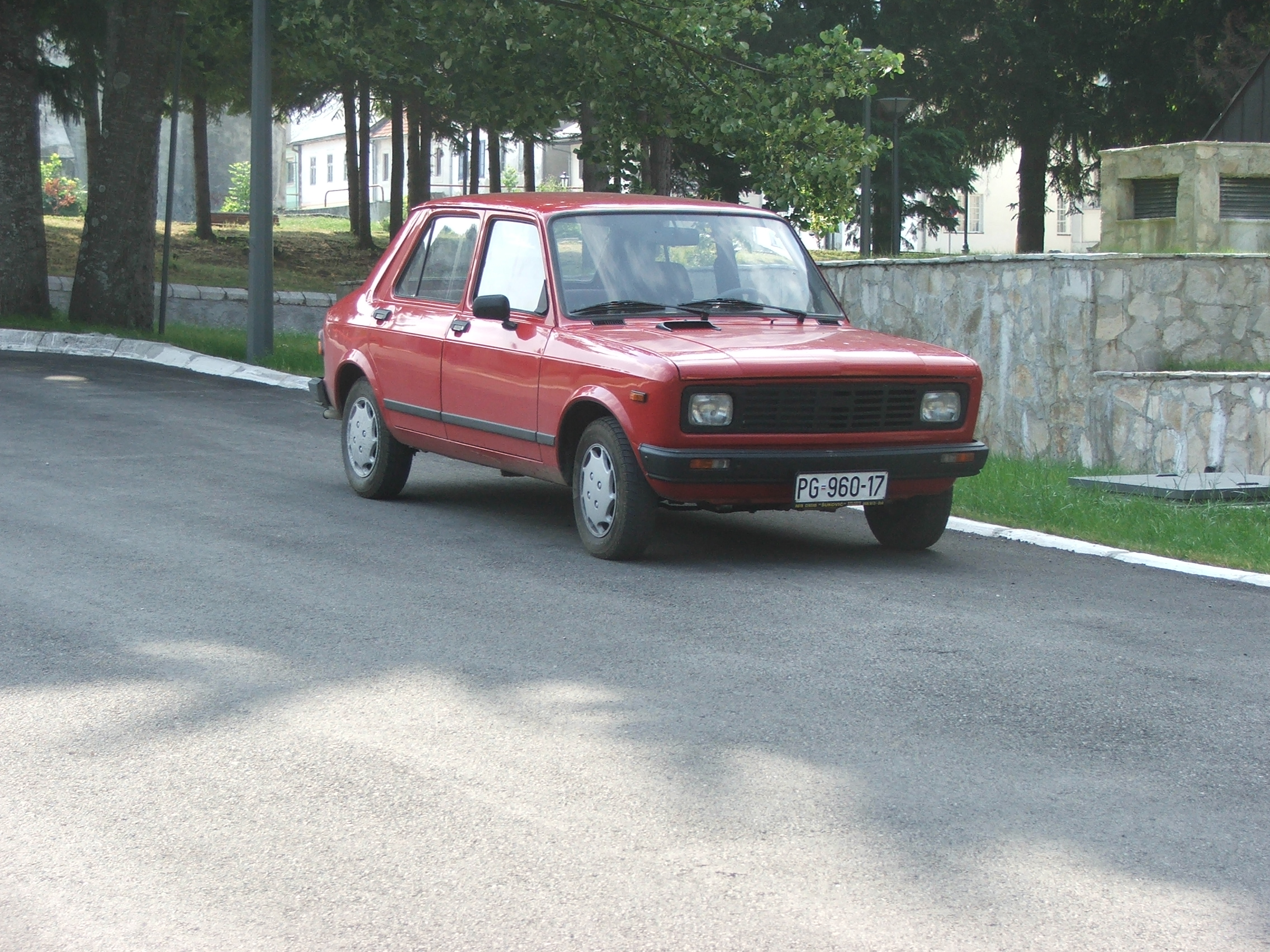
Zastava Scala
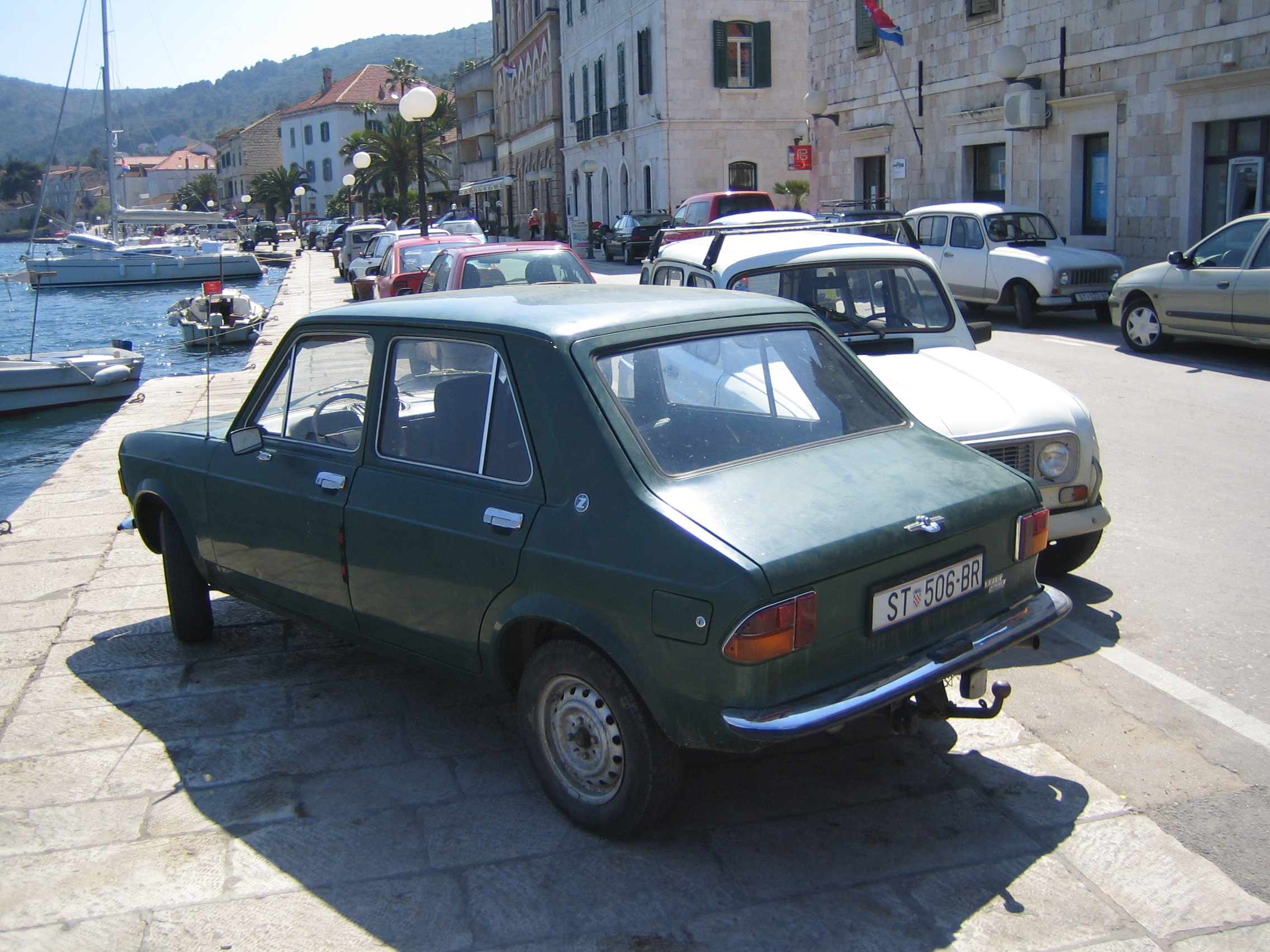
Zastava 101 Luxe
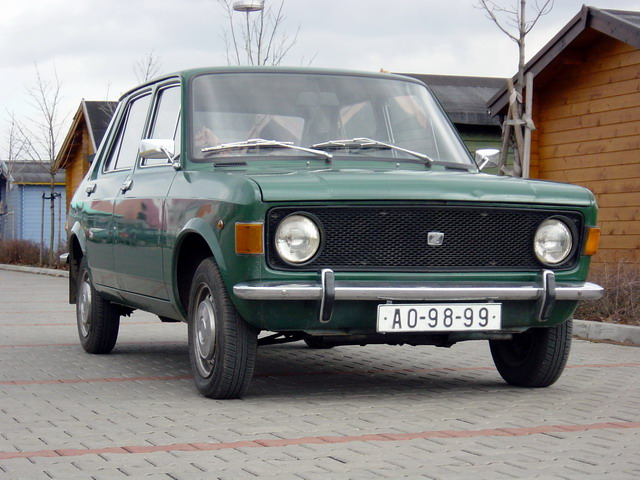
Zastava 1100
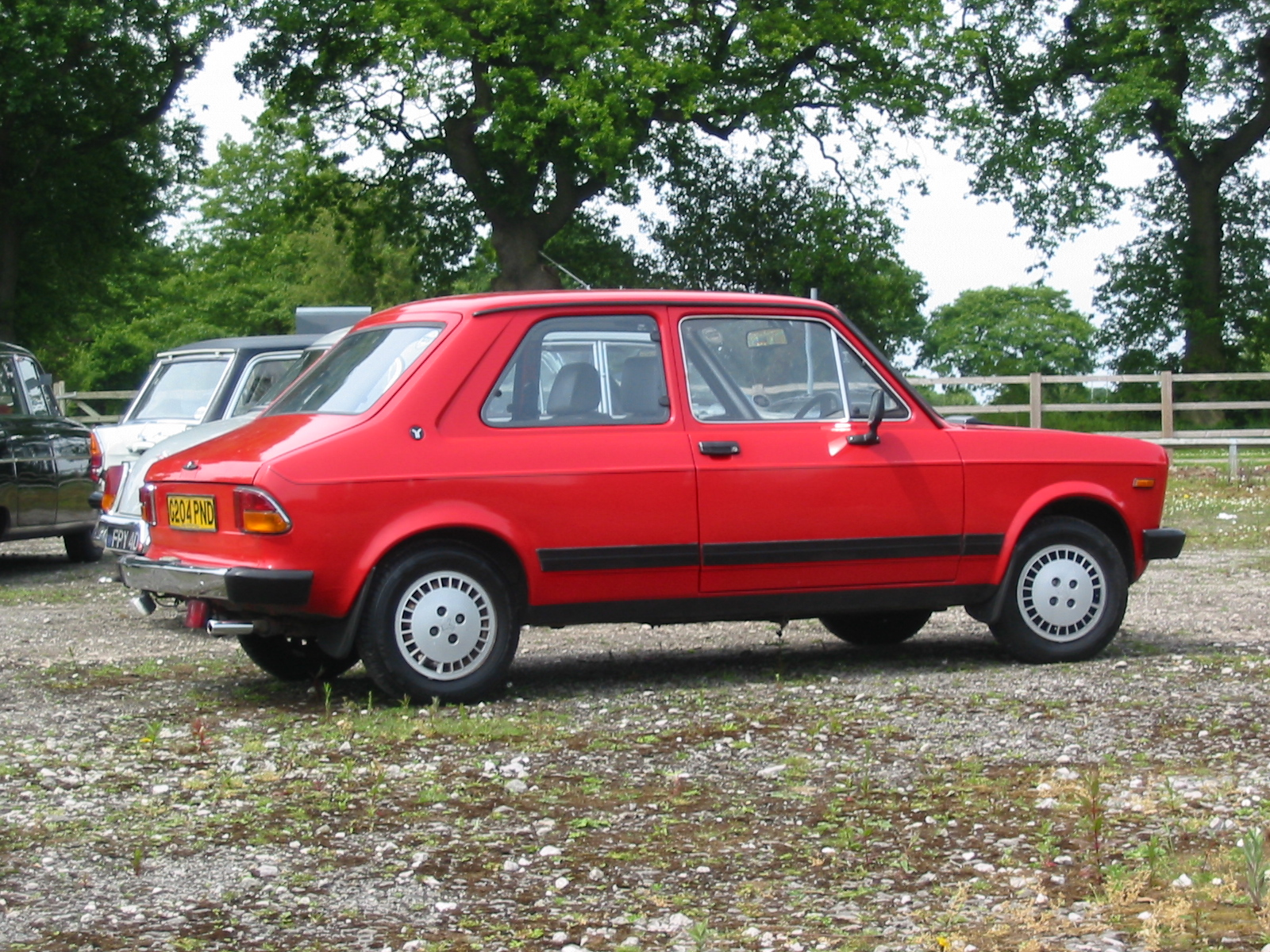
Zastava Yugo 311
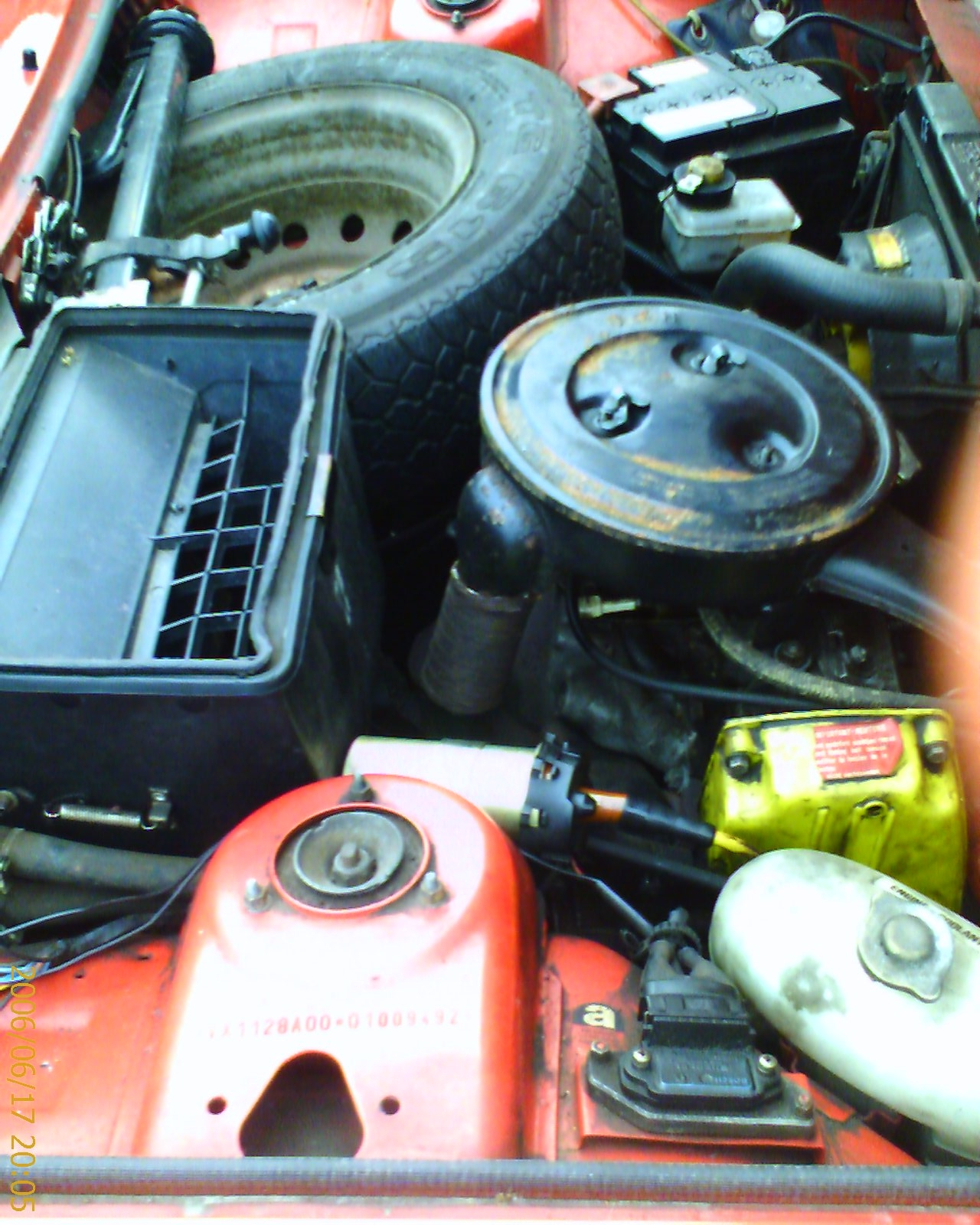
Двигатель
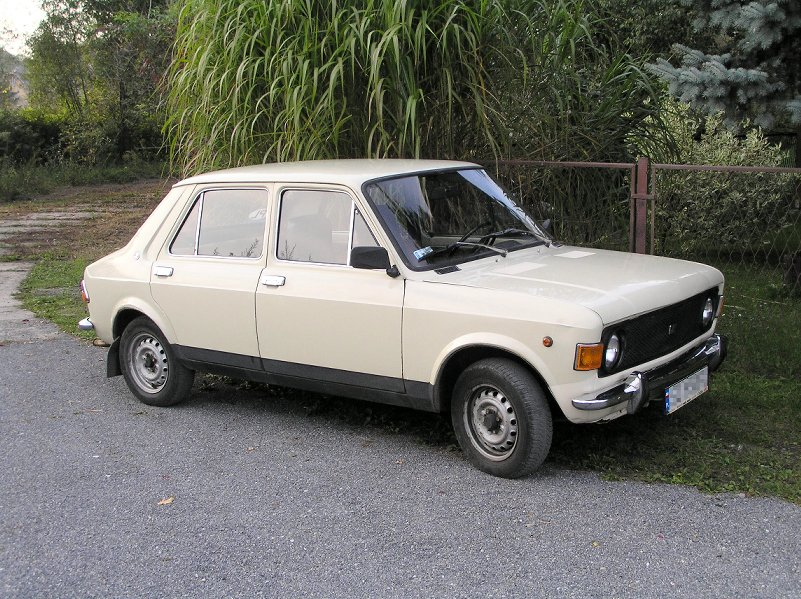
Zastava 1100p
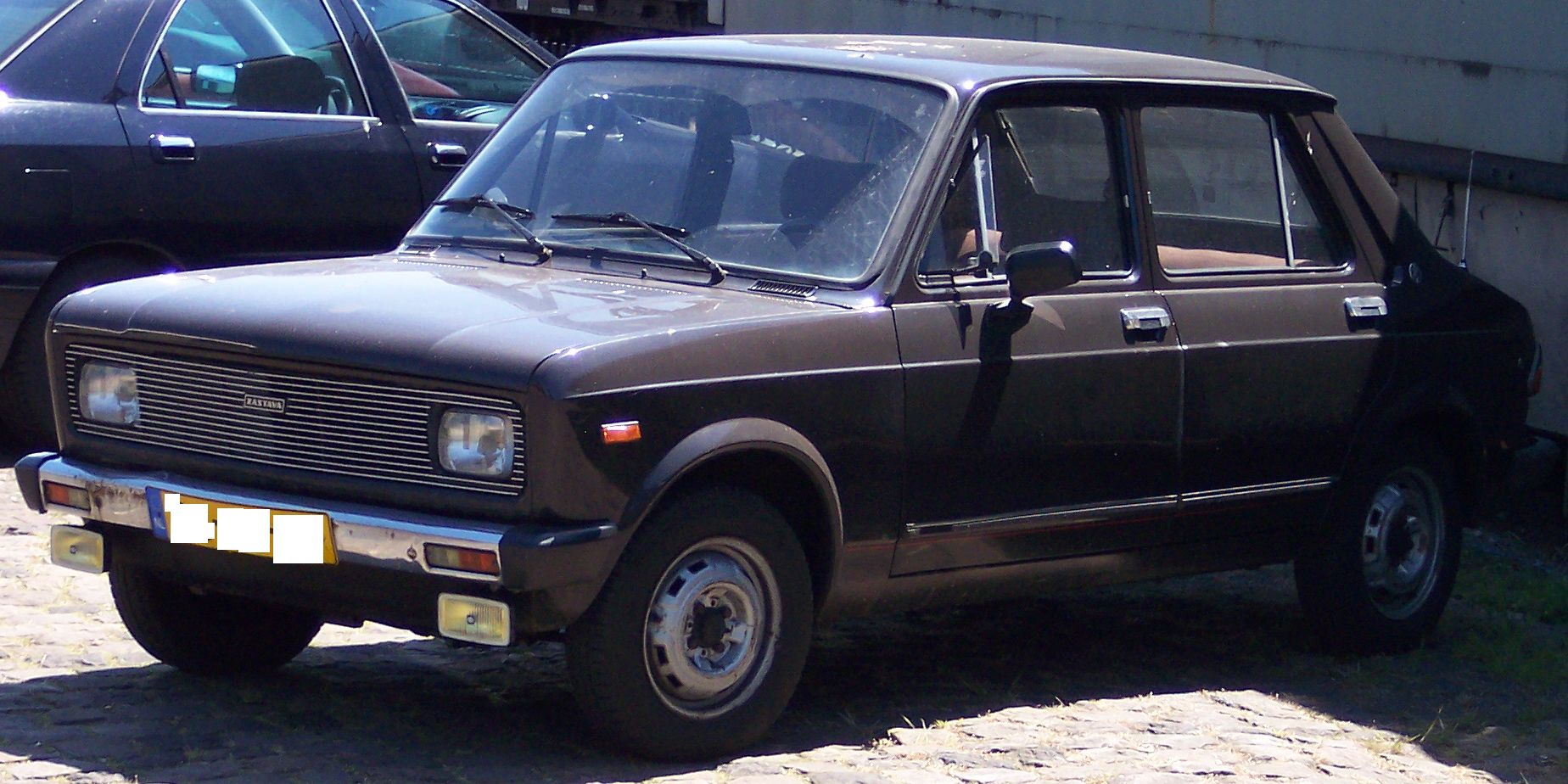
Zastava 1100p
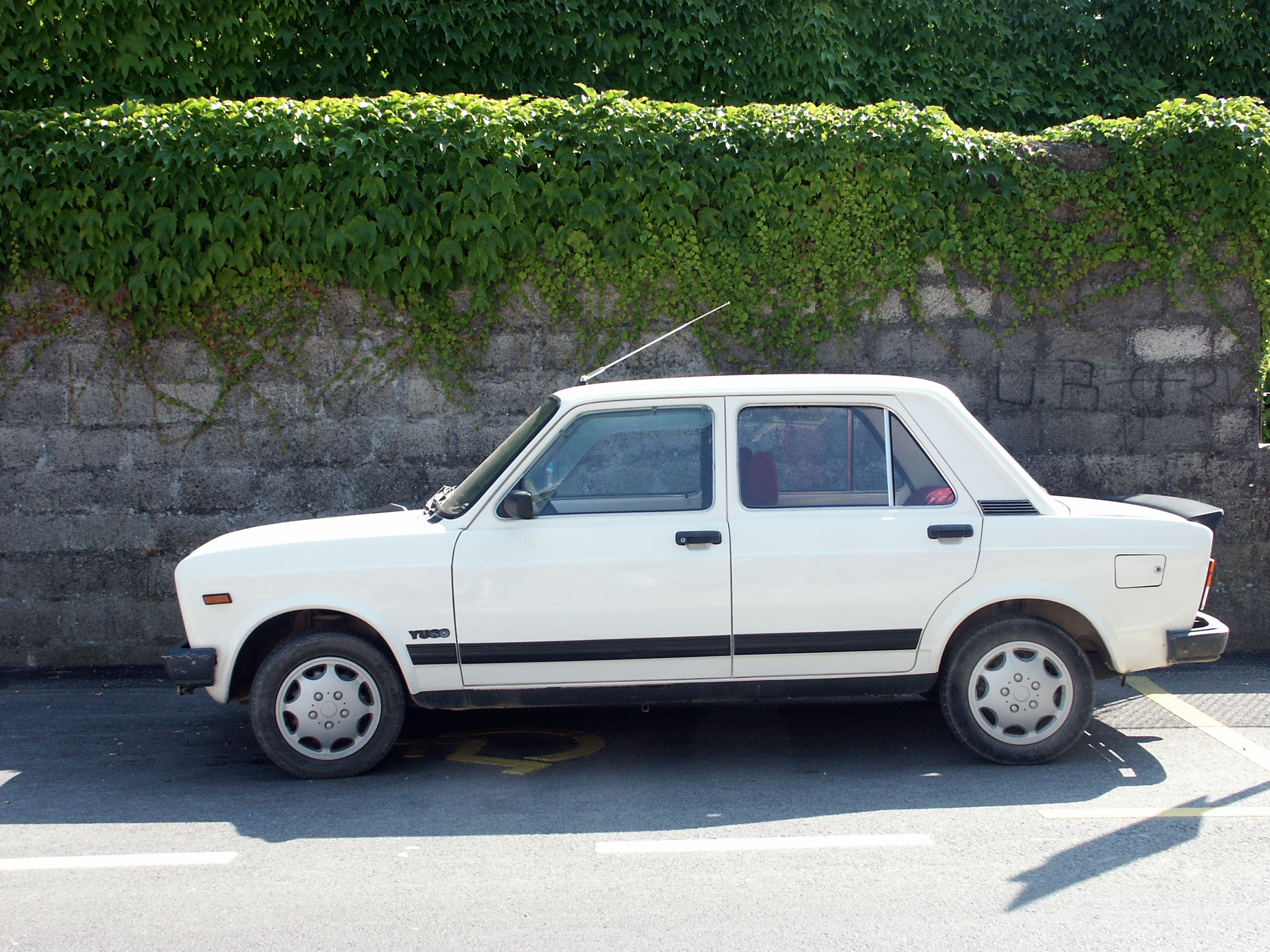
Zastava 128 (Skala 55)
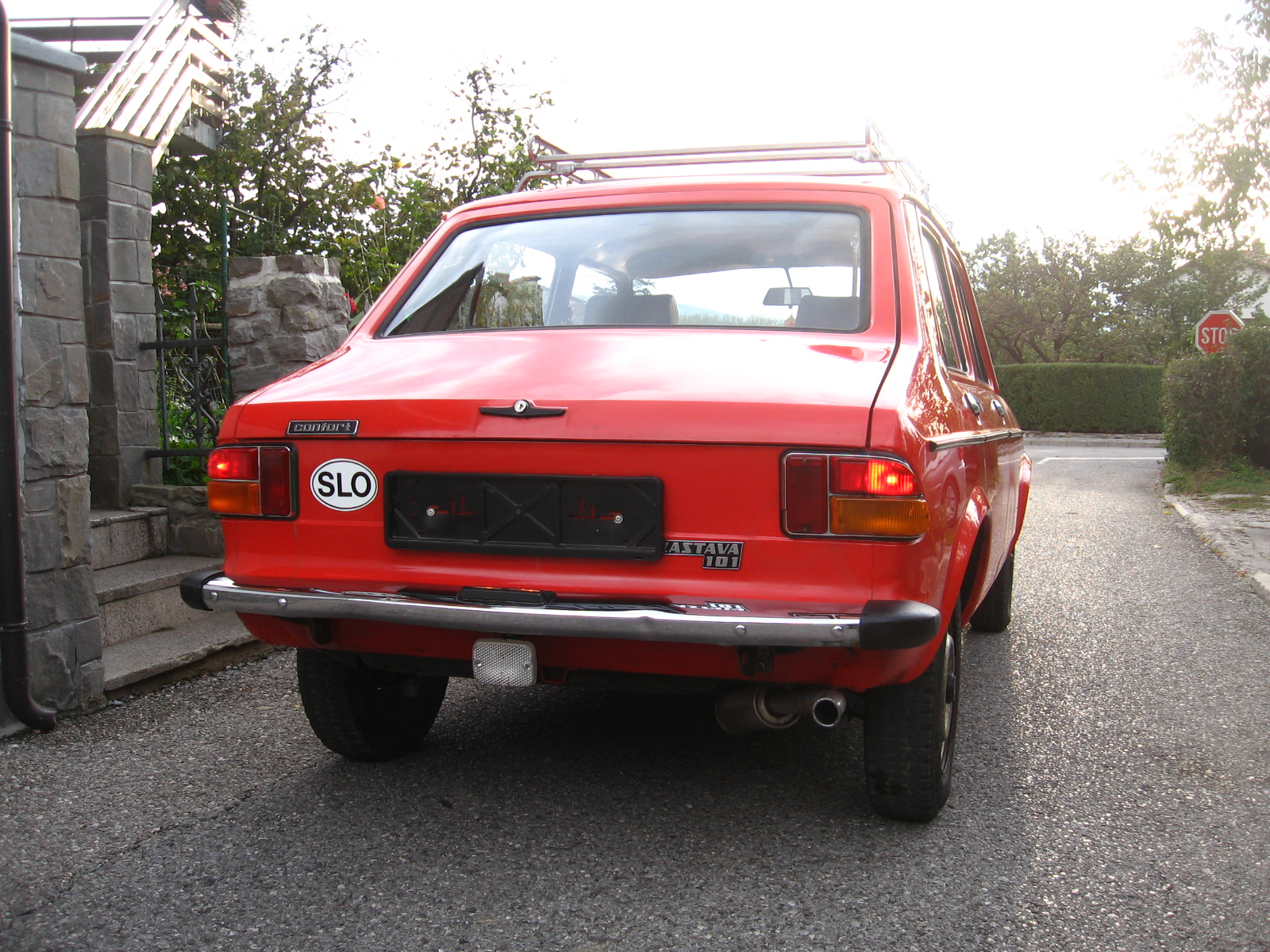
Zastava 101 Confort
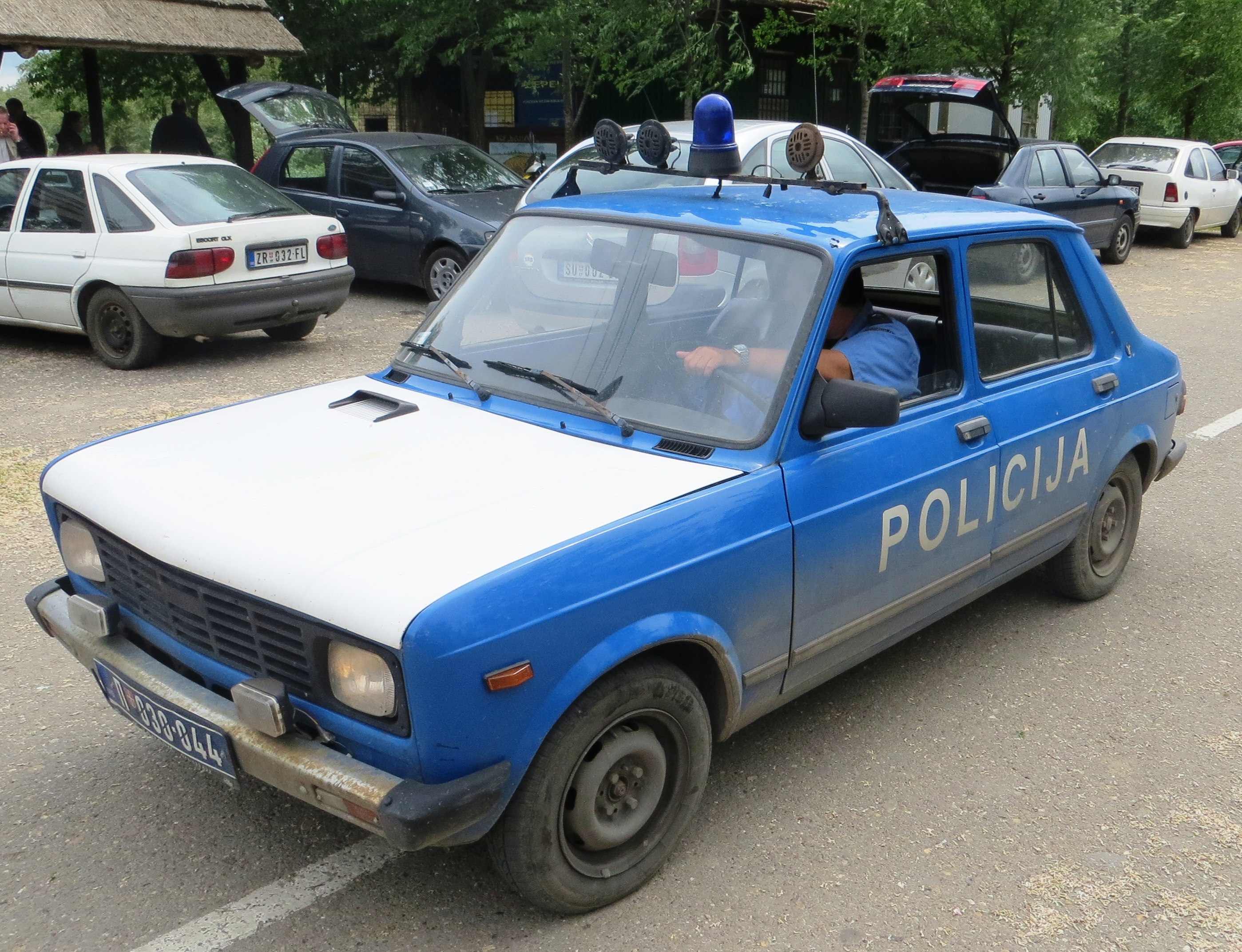
Skala 55C сербской полиции